# Valerio Cleri
Valerio Cleri (* 19. Juni 1981 in Palestrina) ist ein italienischer Schwimmer, der sich im Laufe seiner Karriere zunehmend auf Freiwasser-Wettbewerbe spezialisierte.
Er wurde zweimal Weltmeister: Bei den Schwimmweltmeisterschaften 2009 in Rom bewältigte er die 25 km in 5:26:31,6 h vor Trent Grimsey (5:26:50,7) und Wladimir Djattschin (5:29:29,3). Bei derselben Veranstaltung belegte er über 10 km den vierten Platz in 1:52:11,4 hinter dem Sieger Thomas Lurz (1:52:06,9) sowie den US-Amerikanern Andrew Gemmell und Francis Crippen (1:52:10,7).
Bei den Freiwasserweltmeisterschaften 2010 im kanadischen Roberval war er der Sieger über 10 km in 2:00:59,3 vor den beiden Russen Jewgeni Dratzew (2:01:00,6) und Wladimir Djattschin (2:01:03,0). Über 25 km verwies ihn der US-Amerikaner Alexander Meyer (5:32:39,38) auf den zweiten Platz (5:32:40,40) vor dem Bulgaren Petar Stojschew (5:33:50,29).
Zudem gelang Cleri der Gewinn zweier Europameistertitel: Bei den Schwimmeuropameisterschaften 2010 in Budapest war er der Sieger über 25 km in 5:16:38,3 vor den beiden Franzosen Bertrand Venturi (5:16:54,7) und Joanes Hedel (5:18:57,6). Darüber hinaus gewann er über 10 km die Silbermedaille in 1:54:25,8 hinter Thomas Lurz (1:54:22,5) und vor Dratzew (1:54:26.6).
Bei den Freiwassereuropameisterschaften 2008 in Dubrovnik hatte er den Weltmeistertitel über 25 km in 4:29:00,0 (!) vor Joanes Hedel (4:32:40,9) und dem Russen Dimitri Solowjew (4:34:02,4) errungen.
Bei den Olympischen Sommerspielen 2008 in Peking verpasste Cleri als Vierter in 1:52:07,5 die Bronzemedaille über 10 km hinter dem Sieger Maarten van der Weijden (1:51:51,6), David Davies (Großbritannien, 1:51:53,1) und Thomas Lurz (1:51:53,6).